# Kim Min-Ji (curling)
Kim Min-Ji (en coreano: 김민지; Uijeongbu, 16 de agosto de 1999) es una deportista surcoreana que compite en curling.
Ganó dos medallas de bronce en el Campeonato Mundial de Curling, en los años 2019 y 2024, y dos medallas en el Campeonato Pan Continental de Curling, en los años 2023 y 2024.

## Palmarés internacional
| Campeonato Mundial         | Campeonato Mundial    | Campeonato Mundial | Campeonato Mundial |
| Año                        | Lugar                 | Medalla            | Prueba             |
| -------------------------- | --------------------- | ------------------ | ------------------ |
| 2019                       | Silkeborg (Dinamarca) | Medalla de bronce  | Equipo             |
| 2024                       | Sydney (Canadá)       | Medalla de bronce  | Equipo             |
| Campeonato Pan Continental |                       |                    |                    |
| Año                        | Lugar                 | Medalla            | Prueba             |
| 2023                       | Kelowna (Canadá)      | Medalla de oro     | Equipo             |
| 2024                       | Lacombe (Canadá)      | Medalla de plata   | Equipo             |